# Emarcusia
Emarcusia is een geslacht van weekdieren uit de klasse van de Gastropoda (slakken).

## Soort
- Emarcusia morroensis Roller, 1972